# Philipp Ehrenreich
Philipp Ehrenreich (* 15. Juli 1892 in Brünn; Todesdatum unbekannt) war ein österreichischer Weitspringer.
Bei den Olympischen Spielen 1912 in Stockholm kam er auf den 23. Platz.
Seine persönliche Bestleistung von 6,67 m stellte er am 16. Juni 1912 in Wien auf.